# Last Trip
Pour plus de détails, voir Fiche technique et Distribution.
Last Trip (Dream with the Fishes) est une comédie dramatique américaine de Finn Taylor, sorti en 1997.

## Fiche technique
- Titre original : Dream with the Fishes
- Titre français : Last Trip
- Réalisation : Finn Taylor
- Scénario : Finn Taylor et Jeffrey D. Brown
- Production : David Arquette, Jeffrey D. Brown, Charles Hsiao, Joseph Middleton, Laurie A. Miller, John Sideropoulos, Mitchell Stein, Lanai C. Winter et Johnny Wow
- Musique : Tito Larriva
- Photographie : Barry Stone
- Montage : Rick LeCompte
- Société de distribution : Sony Pictures Classics (États-Unis), United International Pictures (France)
- Pays d'origine :  États-Unis
- Langue : Anglais
- Format : Couleur - 35 mm
- Genre : Comédie dramatique
- Durée : 97 minutes
- Dates de sortie :
  -  États-Unis : 20 juin 1997
  -  France : 1999

## Distribution
- David Arquette : Terry
- Kathryn Erbe : Liz
- Brad Hunt : Nick
- Cathy Moriarty : la tante Elise
- J. E. Freeman : Joe
- Patrick McGaw : Don
- Timi Prulhiere : Michelle
- Anita Barone : Mary
- Allyce Beasley : Sophia